# Casa Coll (Manresa)
La Casa Coll o Cal Coll o el Local del Joc de la Pilota és un teatre de Manresa emplaçat al carrer del Joc de la Pilota número 7. El primer pis d'aquest local va ser seu de moltes entitats i col·lectius i s'hi va obrir un teatre, un cafè i altres estances i va acollir representacions d'obres de teatre, actes literaris i polítics, conferències, projeccions de cinema i va ser seu de diverses associacions i partits regionalistes.
A finals de març de l'any 1892, l'Assemblea de la Unió Catalanista es va celebrar a la ciutat de Manresa. Aquells dies, al Local del Joc de la Pilota, s'hi van organitzar diversos actes acadèmics. Durant l'Assemblea s'hi va aprovar el text conegut com “Les Bases de Manresa” en un acte al saló de sessions de l'Ajuntament.
Entre els anys 1903 i 1936, va ser la seu de l'Acadèmia de la Joventut Catòlica, una entitat fundada el 1870 que programava sessions de teatre i tenia una acadèmia per a la formació d'actors amateurs i d'allà sorgí un bon planter d'actors, sobretot còmics. Les activitats  que s'hi realitzaven anaven dirigides només a homes. L'Associació va deixar d'existir el 1936.